# Tampa, Florida
Tampa je grad u američkoj saveznoj državi Floridi, u okrugu Hillsborough čije je i središte.

## Zemljopis
Tampa se nalazi na zapadnoj obali Floride. Grad se prostire na 441,9 km² od čega je 290,3 km² kopneno područje, dok vodenih površina ima 151,6 km² što je 34,3% od ukupne površine.

## Povijest
Riječ "Tampa" prema jeziku indijanskog plemena Calusa znači "drži se vatre", plema Calusa živjelo je južno od današnjega Tampa zaljeva. Neki povjesničari tvrde s ime grada znači "mjesto za okupiti štapovima".

## Demografija
Po popisu stanovništva iz 2000. godine u grad je živjelo 303.447 stanovnika, 124.758 kućanstva i 71.236 obitelji s prebivalištem u gradu, dok je prosječna gustoća naseljenosti 2,707 stan./km2.
Prema rasnoj podjeli u gradu živi najviše bijelaca 64,2% od ukupnoga stanovništva, Afroamerikanaca ima 26,1, azijata 2,2%, indijanaca 0,4%, ostale rase 4,17% i 2,19 izjašnjeni kao dvije ili više rasa. Procjenjuje se da je grad 2008. godine imao 340.882   stanovnika. što ga čini 53 gradom po veličini u SAD-u.

## Gradovi prijatelji
Tampa ima potpisane prijeteljske ugovore s ovim gradovima:
| - - Córdoba, Argentina - - Barranquilla, Kolumbija - - Le Havre, Francuska - - Ashdod, Izrael - - Agrigento, Italija - - Veracruz, Meksiko | - - Boca del Río, Meksiko - - Granada, Nikaragva - - Oviedo, Španjolska - - İzmir, Turska - - Swindon, Velika Britanija |

## Vanjske poveznice
- Službena stranica grada

## Galerija
- Luka Tampa
- Kazalište
- Zgrada gradskoga poglavarstva
- Frenklinova ulica između 1910. i 1920. godine